# 田辺奈菜美
田辺 奈菜美（たなべ ななみ、1999年11月10日 - ）は、日本のアイドル、女優。ボーカル＆ダンスユニット・ONEPIXCELのメンバーで、ハロプロ研修生（旧・ハロプロエッグ）の元メンバーである。神奈川県出身。東宝芸能所属。公式ニックネームは「たなぴょん」。他に愛称は「ななみん」。

## 略歴
- 幼少の頃、ミニモニ。とコラボレーションしていた『とっとこハム太郎』が好きで、アイドルになりたいと考えていた[4]。また、『しゅごキャラ!』も好きであったことから、しゅごキャラエッグ!のオーディションを受けた[4]。

### 2009年
- 12月、「しゅごキャラエッグ!アミュレットダイヤオーディション」において、新アミュレットダイヤになったことが発表された[5][6]。
- 12月12日、2代目しゅごキャラエッグ!のメンバーとして番組内で活動開始。
- 12月15日、横浜BLITZのイベントにて2代目アミュレットダイヤとして初登場。当時のメンバーカラーは黄色[7]。

### 2010年
- 1月2日、ハロー!プロジェクトのコンサートに参加。
- 2月、ハロプロエッグに加入[2]。
- 2月13日、ハロプロ エッグ デリバリーステーション06に初参加[8]。
- 4月5日から、We Can☆Girlsとしてレギュラー出演。

### 2012年
- 9月23日より始まった『スマイレージ ライブツアー2012秋 〜ちょいカワ番長〜』（8都市18公演）に「チャレンジアクト」としてツアーに帯同、同じハロプロ研修生の宮本佳林と共に全公演に出演した[9][10]。

### 2013年
- 5月5日、中野サンプラザで開催された『ハロプロ研修生 発表会2013 〜春の公開実力診断テスト〜』の歌唱力テストで℃-uteの「キャンパスライフ〜生まれて来てよかった〜」を歌唱、客席投票により1位を獲得した[11][12][13]。

### 2014年
- 11月4日、ハロー！プロジェクト オフィシャルサイト上の『ハロプロ研修生 発表会 2014〜11月・12月の生タマゴShow!〜』の公演情報にて、「研修生活動を終了した」と記載された[14]。

### 2015年
- 9月20日、4人組ボーカル&ダンスユニット「ONEPIXCEL（ワンピクセル）」のメンバーとして、活動することが発表された[15][16]。

### 2021年
- 6月25日、ラストライブをもってONEPIXCELが解散する。
- 11月17日 - 21日、舞台『貘の皮を剥ぐ』に出演。仁菜役

### 2022年
- 3月16日 - 20日、舞台『ゲートシティーの恋』に出演。輝人役
- 8月24日 - 28日、舞台『日之出神社に夜は来ない』 ＜チームミタマ＞に出演。サクナ役
- 9月22日 - 25日、舞台『どーるはうす』＜ドールチーム＞に出演。二三 役[17]
- 10月7日 - 10日、舞台『箱庭同窓会』に出演。藤田憧子役
- 11月29日 - 12月4日、舞台『放課後戦記2022』＜Team Pink ＞に出演。闘鷹争役
- 12月24日、舞台『ミュージカル SMILE　-kodo-大好きなパパからの手紙』に出演。長濱美澪役

### 2023年
- 1月7日、東宝芸能所属のアイドル・女性アーチストが出演したMg Hayajiri Presents 「全員主役！～人生はノンフィクション～」に出演。ONEPIXCEL解散後、初のライブイベント出演。[18]
- 4月26日、「若手女優達がトークしたりするイベント　ネイキッドロフト横浜編　vol.42」出演
- 9月14日 - 17日、舞台『Short Stories 君の瞳に乾杯！』に出演。クレオパトラ役
- 10月18日 - 22日、舞台『×××になれなくて』に出演。ジュリ役

### 2024年
- 4月10日 - 4月14日、舞台『「な女」~夢と現実の狭間～」に出演。希（ドラゴンベイビー）役
- 7月24日 - 7月28日、舞台『青空メロディーズ〜2nd melody〜』に出演。神宮寺麗華役
- 8月22日 ‐ 8月26日、舞台『モノクロノタネ』に出演。陽葵役
- 10月22日 - 10月27日、舞台『普通になれなくて』に出演。奈緒役

## 出演

### テレビドラマ
- 数学♥女子学園（2012年2月22日、日本テレビ系）[19] - 台場あき 役

### テレビ
- しゅごキャラパーティー!（2009年12月 - 2010年3月、テレビ東京） - アミュレットダイヤ 役
- We Can☆（2010年4月2日 - 2011年4月22日、BSフジ） - レギュラー[20]
- ハロプロ研修生のただ今研修中！（2013年4月 - 9月、アイドル専門チャンネルPigoo）
- 〜おねだりエンタメ!〜はぴ★ぷれ（2013年10月5日 - 2014年9月27日、BS日テレ）

### CM
- PIZZA-LA（2010年）

### 舞台
- 劇団Beポンキッキ第1回公演「ふしぎな7つのトランク」（2010年5月） - We Can☆Girls メンバーとして出演
- 劇団ゲキハロ第9回公演「三億円少女」（2010年9月 - 10月） - 伊東奈菜美 役
- 散歩道楽特別公演vol.2「ストロンガー」（2012年3月14日 - 20日） - 育の幼少期 役[21]
- シュガースポット（2012年11月21日 - 27日、紀伊國屋ホール / 12月1日・2日、イオン化粧品シアターBRAVA!）[22]
- 音楽朗読劇「イキヌクキセキ〜十年目の願い〜」（2013年4月10日 - 13日、東京グローブ座）
- 演劇女子部「僕たち可憐な少年合唱団」（2014年3月14日 - 23日、シアターグリーン BOX in BOX THEATER）
- 演劇女子部 ミュージカル「LILIUM-リリウム 少女純潔歌劇-」（2014年6月5日 - 15日、サンシャイン劇場 / 6月20日・21日、森ノ宮ピロティホール） - ジャスミン 役
- ドラマデザイン社「清らかな水のように〜私たちの1945〜」Aチーム（2019年7月24日 - 28日、新宿シアターモリエール） - 新藤ありさ 役
- 演劇ユニット【メイホリック】メイホリックシアター06『貘の皮を剥ぐ』（2021年11月17日 - 21日） - 仁菜 役[23]
- ドラマデザイン社「ゲートシティーの恋」GATEチーム（2022年3月16日 - 20日、下北沢「劇」小劇場） - 輝人 役[24]
- (株)TUFF STUFF『日之出神社に夜は来ない』 ＜チームミタマ＞（8月24日 - 28日、新宿スターフィールド） - サクナ 役
- ドラマデザイン社『どーるはうす』＜ドールチーム＞（9月22日 - 25日、ウッディシアター中目黒） - 二三 役
- 演劇ユニット【メイホリック】朗読劇『箱庭同窓会』（10月7日 - 10日、アトリエファンファーレ高円寺） - 藤田憧子 役
- （株）TUFF STUFF『放課後戦記2022』＜Team Pink ＞（11月29日 - 12月4日、Theater Mixa） - 闘鷹争 役
- 『ミュージカル SMILE　-kodo-大好きなパパからの手紙』（12月24日、宗像ユリックス・イベントホール） - 長濱美澪 役
- 青空メロディーズ〜2nd melody〜（2024年7月24日 - 28日、新宿村LIVE） - 神宮寺麗華 役[25]
- 劇団12ミニッツ 第4回公演『普通になれなくて』（2024年10月22日 - 27日、浅草九劇）[26]
- 青空メロディーズ〜3rd melody〜（2025年1月16-19日）（CBGKシブゲキ‼）[27]
- 青空メロディーズ〜Last melody〜（2025年7月24-27日）（CBGKシブゲキ‼）[28]

### 映画
- はらわたマン（2019年10月5日 - 18日、池袋シネマ・ロサ）[29] - タナベ 役

### コンサート
- 2010 ハロー!プロジェクト新人公演 3月 〜横浜GOLD!〜（2010年3月27日、横浜BLITZ）[30]
- 2010 ハロー!プロジェクト新人公演 6月 〜横浜HOP!〜（2010年6月5日、横浜BLITZ）[31]
- 2010 ハロー!プロジェクト新人公演 9月 〜横浜STEP!〜（2010年9月5日、横浜BLITZ）[32]
- 2010 ハロー!プロジェクト新人公演11月 〜横浜JUMP!〜（2010年11月28日、横浜BLITZ）[33]
- ハロプロ エッグ 2011 発表会〜9月の生タマゴShow!〜（2011年9月11日、横浜BLITZ）[34]
- ハロプロ研修生 発表会 2012〜6月の生タマゴShow!〜（2012年6月17日、山野ホール）[35]
- ハロプロ研修生 2012発表会 〜9月の生タマゴShow!〜（2012年9月9日、山野ホール）[36]
- スマイレージ ライブツアー2012秋 〜ちょいカワ番長〜（2012年9月 - 11月） - 「チャレンジアクト」としての出演で[37]、ハロプロ研修生のオリジナル曲「彼女になりたいっ!!!」を披露している[38]。
- Mg Hayajiri Presents 「全員主役！～人生はノンフィクション～」（2023年1月7日）[39]

### イベント
- ハロプロエッグ デリバリーステーション06（2010年2月13日、アルカステージ）[40]
- 汐留博覧会2010（2010年8月12日、汐留AX）[41]
- 「One Love Life Live」音楽&お笑いライブ（2011年5月3日 - 5日、フジテレビ 1階広場 特設ステージ）[42]
- ハロプロ エッグ 汐留AXイベント（2011年6月19日、汐留AX）[43][44]
- 汐博「汐留☆アイドルカーニバル!2011 in SHIODOME-AX」ハロプロ エッグ新メンを迎えて〜夏期休暇中デラAX!〜（2011年8月11日・18日、汐留AX）[45][46]
- ハロー!チャンネル vol.9 発売記念イベント（2012年8月14日、福家書店新宿サブナード店）[47]
- 汐博2012 汐留☆アイドルカーニバル!2012 ハロプロ研修生 夏季休暇中〜汐留ハンター〜（2012年8月26日、汐留AX）[48][49]